# Халет Чамбел
Халет Чамбел (Берлин, 27. август 1916 — Истанбул, 12. јануар 2014)  је била турски археолог и олимпијски мачевалац. Била је прва жена муслиманског порекла која се такмичила на Олимпијским играма.

## Биографија
Чамбел је рођена у Берлину, Немачко царство, 27. августа 1916. године, у породици турског војног аташеа Хасана Џемила бега (Чамбела), блиског сарадника Мустафе Кемала Ататурка, оснивача Турске Републике, и Ремзије Ханим. Њен деда по мајци био је Ибрахим Хаки-паша, бивши велики везир (премијер османског султана) и османски амбасадор у Немачком царству у то време.
Чамбел је почела да се бави мачевањем као дете, инспирисана витезовима из дечјих прича.  Двадесетих година 20. века, њена породица се вратила у Истанбул, и она је завршила средњу школу у Америчкој средњој школи за девојке Арнавуткеј (данас Роберт колеџ). Током средњошколских година, инспирисала ју је њена наставница историје уметности, која је организовала посете историјским локалитетима Истанбула. Чамбел је студирала археологију на Универзитету Сорбона у Паризу, у Француској, и на Универзитету у Истанбулу, где је потом радила много година.
По повратку у Истанбул након Летњих олимпијских игара 1936. године, где је представљала своју земљу, започела је везу са Наилом Чакирханом, комунистичким песником и новинаром, који је постао прослављени архитекта. Били су у браку седамдесет година до смрти Наила Чакирхана у октобру 2008.
Чамбел је преминула у 97. години у Истанбулу 12. јануара 2014. Након комеморативне церемоније одржане на Факултету књижевности Универзитета у Истанбулу, пренета је у Акјаку, у провинцији Мугла, где је сахрањена поред гроба свог супруга.

## Каријера у мачевању
Чамбел се такмичила у женској индивидуалној дисциплини флорет на Летњим олимпијским играма 1936. године, на којима је изгубила свих пет борби. Била је прва муслиманка која се такмичила на Олимпијским играма. Иако их је једна немачка званичница позвала да се састану са Адолфом Хитлером, Чамбел и њен саиграч Суат Ашани су то одбили из политичких разлога.  

## Археолошка каријера
Чамбел је студирала археологију на Универзитету Сорбона у Паризу током 1930-их, све док је избијање Другог светског рата није приморало да се врати у Турску без завршетка доктората. У Истанбулу, Чамбел је почела да студира код немачког археолога Хелмута Теодора Босерта (1889–1961), који је био професор археологије на Универзитету у Истанбулу. Докторирала је 1944. године са тезом о локалитету Хашојук из бронзаног и гвозденог доба. Од 1947. године, Чамбел је радила као предавач. Била је гостујући научник две године на Универзитету Сарбрикен у Немачкој. Године 1960. именована је за професорку праисторијске археологије и основала је Институт за праисторију. Постала је емеритус 1984. године.
Године 1947, Босерт и Чамбел су започели ископавања Каратепеа, утврђеног града из 12. века пре нове ере каснохетитског краља Азативаде, који се налази на планинама Таурус у јужној Турској.  Откриће двојезичног Каратепеа, монументалног натписа са текстом и на анадолским хијероглифима и на феничанском писму, било је кључно за дешифровање хетитско-лувијског хијероглифског писма. Чамбел је наставила да ради у Каратепе-Аслантaшу до краја своје каријере. Године 1999, објавила је натписе из Каратепе-Асланаташа као део серије Корпус хијероглифских лувијских натписа.
Чамбел је такође била активна у промоцији очувања турске културне баштине. Педесетих година прошлог века, она се опирала покушају владе да премести артефакте из Каратепеа у музеј. Влада је на крају пристала и 1960. године основала Музеј на отвореном Каратепе-Аслантaш, где је њен супруг Наил Чакирхан пројектовао неке зграде. Такође се борила против напора да се прегради река Џејхан, што би поплавило многа археолошка налазишта. Успела је да смањи предложени ниво воде довољно да спасе локације.

## Признања и награде
Чамбел је изабрана у Америчко филозофско друштво 1979. године. Године 2004. добила је награду Принц Клаус у Холандији.  У извештају жирија наведено је да је награђена „за спровођење спасилачких ископавања угрожених локалитета наслеђа, увођење рестаурације камена и обезбеђивање правилне конзервације значајног културног наслеђа у Турској“, за оснивање катедре за праисторијску археологију на Универзитету у Истанбулу и „за њен посвећени научни рад и јединствену улогу у проширивању могућности за интеракцију између људи и њиховог културног наслеђа“.
Године 2015, Гугл дудл је прославио 99. рођендан Халет Чамбел.
Изложба „Cumhuriyet Kadınları Sahneye Çıkıyor: Cevval, Akılcı, Dirençli, Sabırlı ve İnançlı “ (Жене Републике излазе на сцену: храбре, рационалне, отпорне, стрпљиве и верне), организована је у Гете-институту у Анкари од 5. децембра 2023. до 4. фебруара 2024. године, у част 100. годишњице оснивања Републике Турске и 90. годишњице стицања права гласа турских жена. Приказани су животи и каријере шест жена које су се школовале у младој Турској Републици и Вајмарској Републици и чије су каријере утицале на свет. Поред Халет Чамбел, на изложби су укључене: информатичарка Маријана Лакер, архитекта Муала Ејубоглу Анхегер, Семиха Берксој, прва турска муслиманска оперска певачица, педијатар Ерна Екштајн Шлосман и архитекта Маргарете Шите-Лихоцки.